# Grafton, West Virginia
Grafton là thành phố quận lỵ6 quận Taylor, West Virginia, Hoa Kỳ. Dân số theo điều tra năm 2010 là 5.164 người. Một trong hai nghĩa địa quốc gia ở West Virginia nằm ở Grafton. Ngày của Mẹ được thiết lập ở Grafton vào ngày 10 tháng 5 năm 1908; thành phố có Đền thờ Ngày của mẹ quốc tế.